# نيكولاس هاموند
نيكولاس هاموند (بالإنجليزية: Nicholas Hammond)‏ مواليد 15 مايو 1950 في واشنطن العاصمة، الولايات المتحدة، هو ممثل أمريكي بدأ مسيرته الفنية سنة 1961.

## الأعمال
- لورد أوف ذا فايلز
- صوت الموسيقى
- ذا والتونز
- هاواي فايف أو
- قارب الحب
- فالكون كريست
- ماجنوم بي آي
- دالاس

## روابط خارجية
- نيكولاس هاموند على موقع IMDb (الإنجليزية)
- نيكولاس هاموند على موقع ألو سيني (الفرنسية)
- نيكولاس هاموند على موقع ميوزك برينز (الإنجليزية)
- نيكولاس هاموند على موقع أول موفي (الإنجليزية)
- نيكولاس هاموند على موقع قاعدة بيانات برودواي على الإنترنت (الإنجليزية)
- نيكولاس هاموند على موقع قاعدة بيانات الأفلام السويدية (السويدية)
- نيكولاس هاموند على موقع إن إن دي بي (الإنجليزية)
- نيكولاس هاموند على موقع ديسكوغز (الإنجليزية)
- نيكولاس هاموند على موقع قاعدة بيانات الفيلم (الإنجليزية)
- نيكولاس هاموند على موقع كينوبويسك (الروسية)